# 切尔西老教堂
切尔西老教堂（Chelsea Old Church）又名诸圣堂（All Saints），是一座英国圣公会的堂区教堂，属于伦敦教区，位于英格兰伦敦切尔西的老教堂街，靠近阿尔伯特桥。这座一级登录建筑内，可容纳400人。堂内有一块纪念作家亨利·詹姆斯（1843-1916）的牌匾，他住在切恩道附近，葬在马萨诸塞州剑桥。教堂西边是一个小公园，内有雅各布·爱泼斯坦爵士的雕塑。

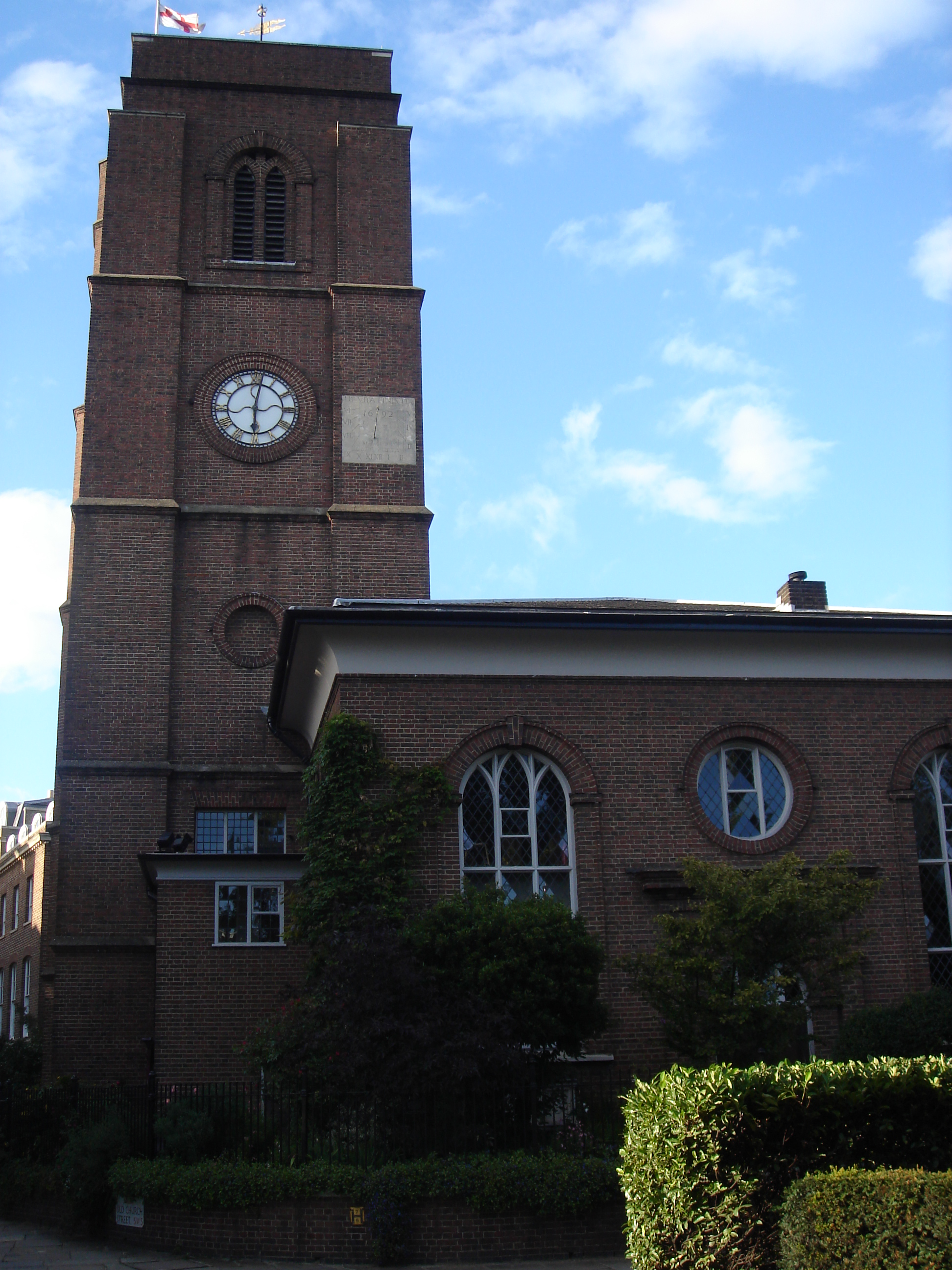
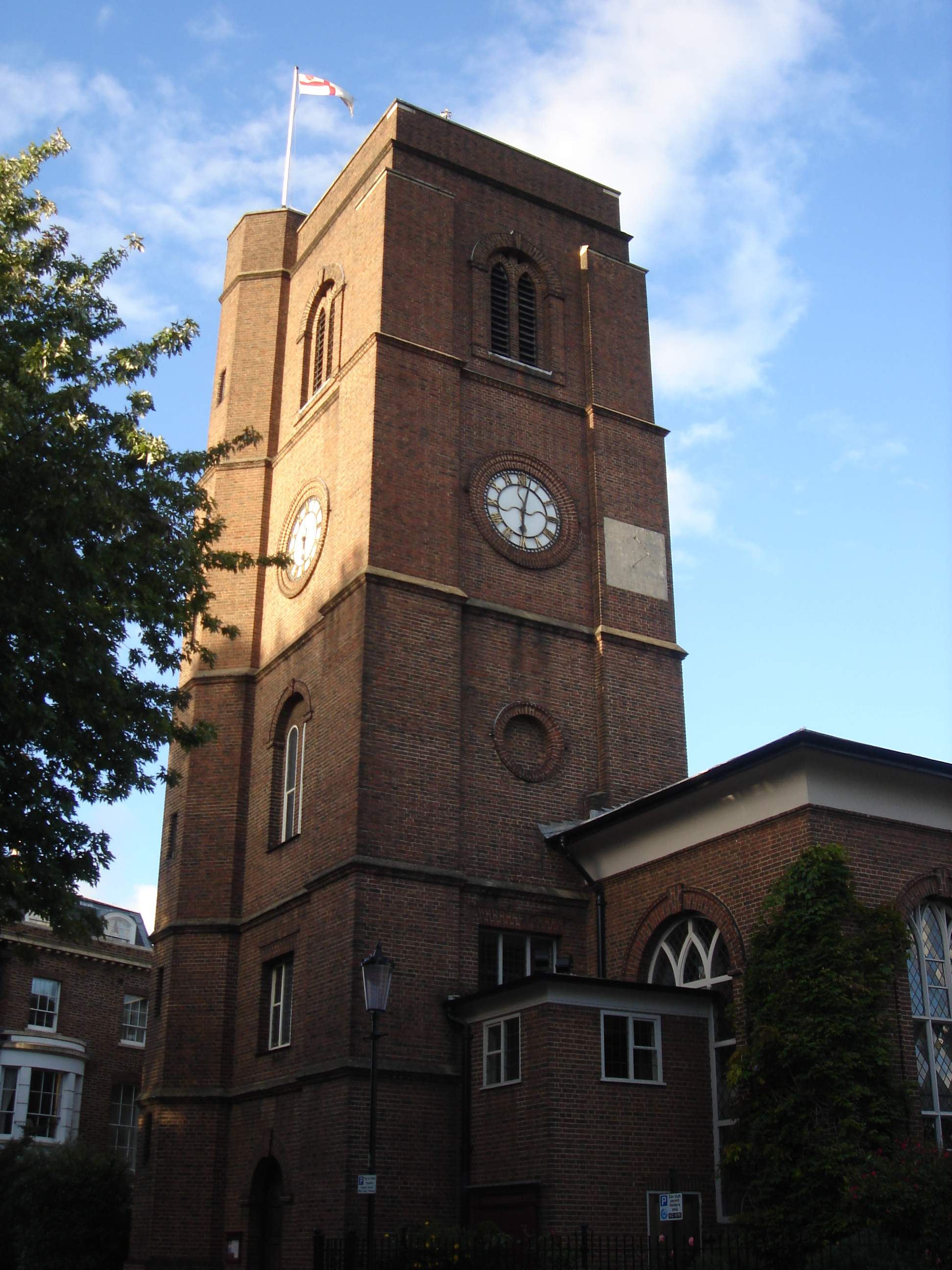
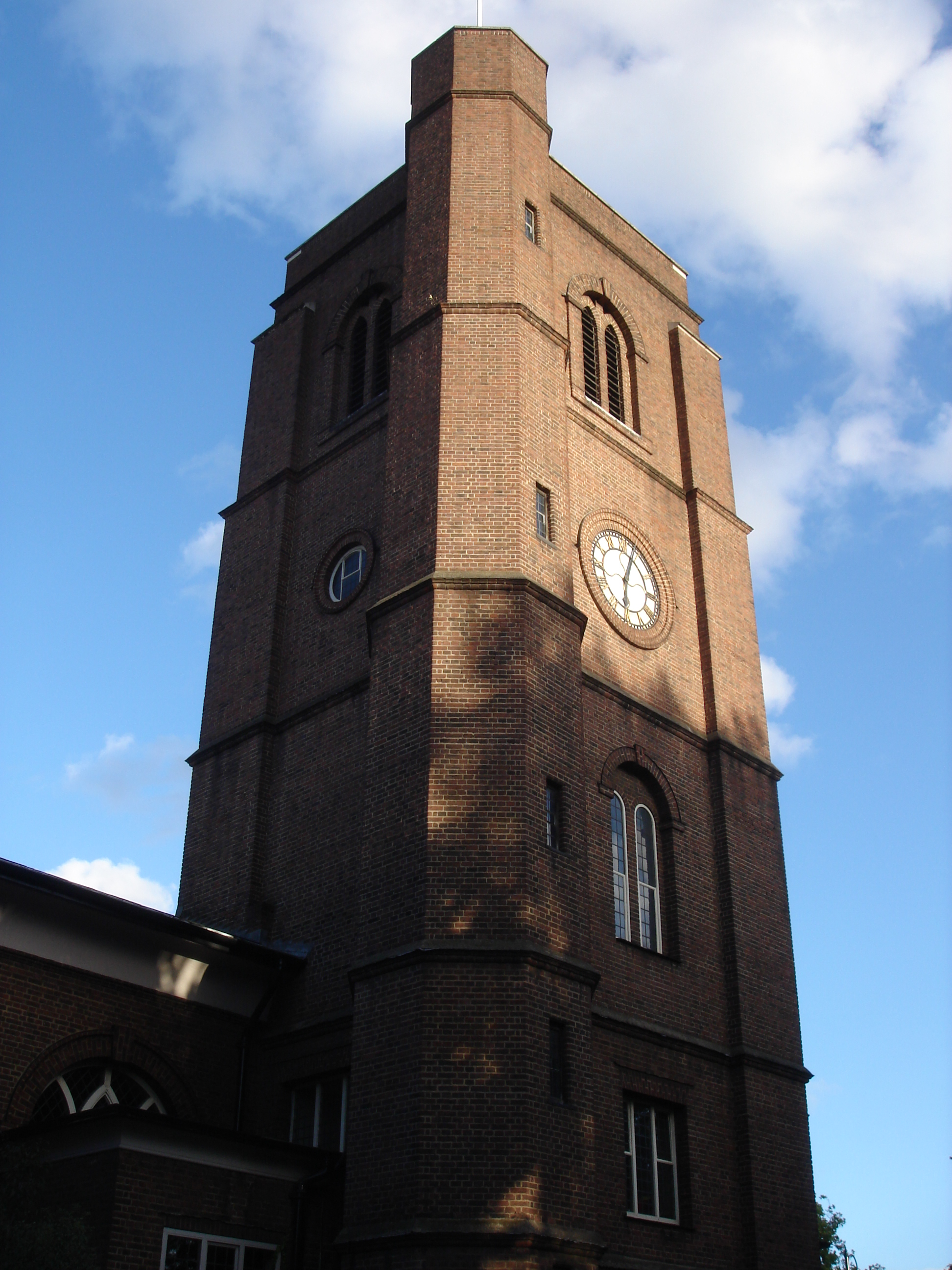
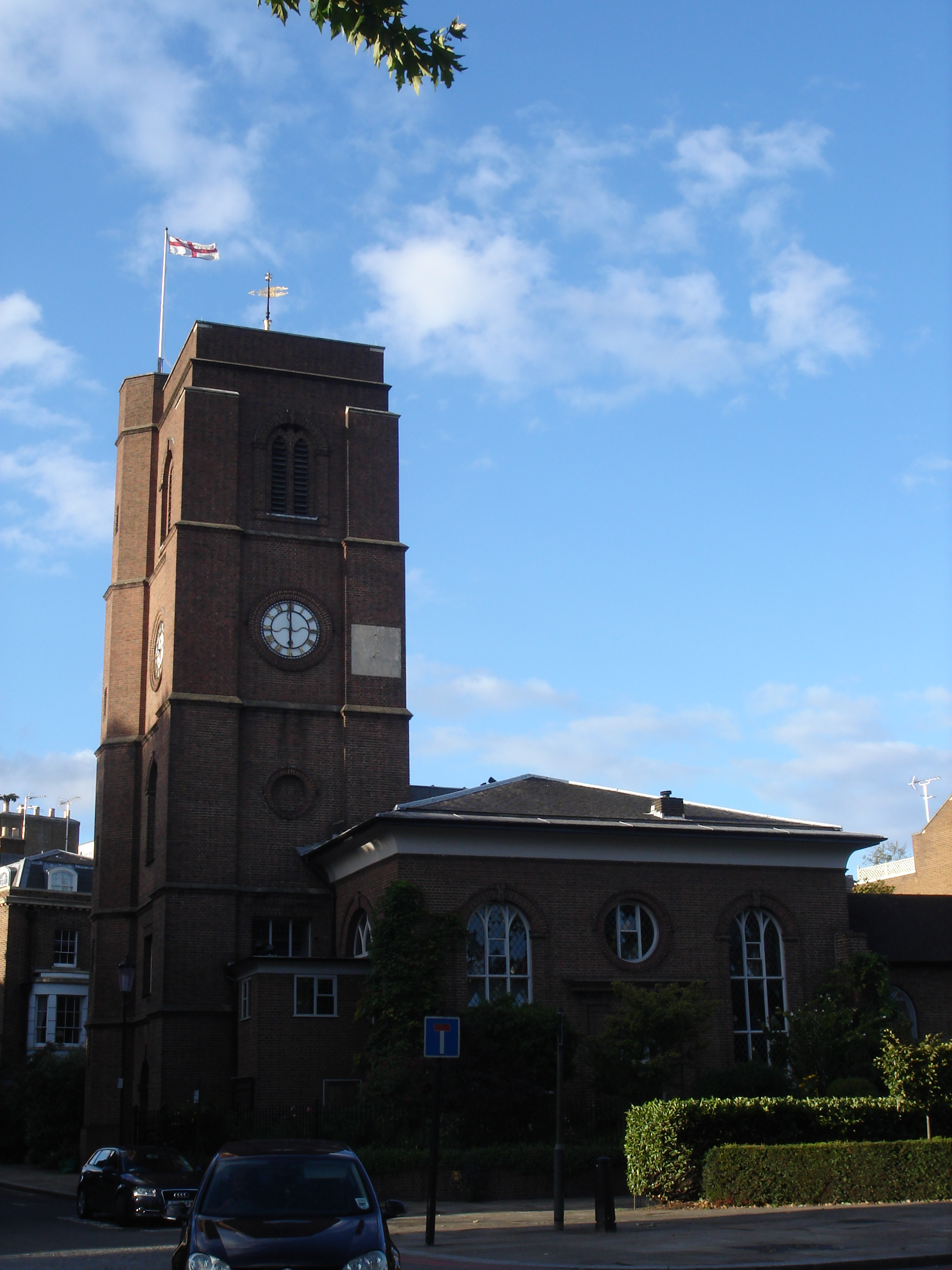
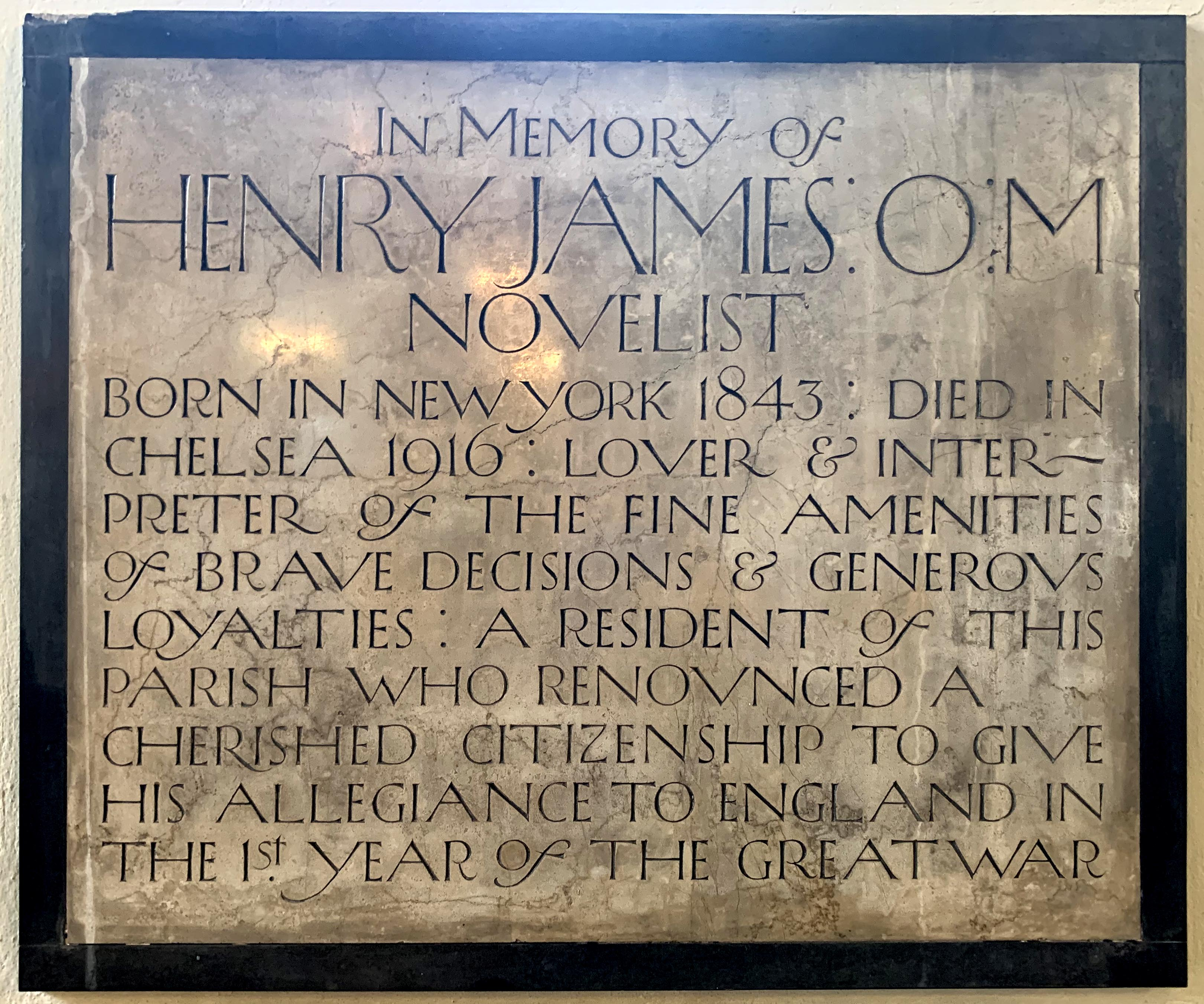
亨利·詹姆斯纪念牌匾